# Lampyris iberica
Lampyre ibérique, Ver luisant ibérique
Espèce
Lampyris iberica, communément appelé le Lampyre ibérique ou Ver luisant ibérique, est une espèce d’insectes coléoptères de la famille des Lampyridae endémique de la péninsule ibérique et du sud de la France,.

## Systématique
L'espèce Lampyris iberica a été décrite en 2008 par Michael Geisthardt (d), Gonçalo Figueira (d), 
John C. Day (d) et Raphaël De Cock (d).

## Étymologie
Son épithète spécifique, iberica, fait référence à la péninsule ibérique.

## Publication originale
- (en) M. Geisthardt, G. Figueira, J. C. Day et R. De Cock, « A review of Portuguese fireflies with a description of a new species, Lampyris iberica sp. nov. (Coleoptera: Lampyridae) », Heteropterus Revista de Entomología, vol. 8, no 2,‎ janvier 2008, p. 147-154 (ISSN 1579-0681, lire en ligne).